# Słoń (film 2003)
Słoń (ang. Elephant) – amerykański dramat filmowy w reżyserii Gusa Van Santa z 2003 roku, którego fabuła została oparta na wydarzeniach związanych z masakrą w Columbine High School.
Obraz miał swoją premierę 18 maja 2003 na 56. MFF w Cannes. W szerokiej dystrybucji w Ameryce pojawił się 14 listopada 2003. W Polsce zaprezentowano go podczas Warszawskiego Międzynarodowego Festiwalu Filmowego 10 października 2003. Do polskich kin trafił 7 maja 2004.

## Fabuła
Dwóch licealistów uczęszczających do szkoły na przedmieściach Portlandu w Oregonie, którzy doświadczają przemocy w szkole, planują zamordowanie z zimną krwią swoich kolegów i personelu, karmiąc się popołudniami nazistowskimi nagraniami. Broń kupują przez internet.

## Obsada
W filmie wystąpili, m.in.:
- Alex Frost jako Alex
- Eric Deulen jako Eric
- John Robinson jako John McFarland
- Elias McConnell jako Elias
- Nathan Tyson jako Nathan
- Carrie Finklea jako Carrie
- Kristen Hicks jako Michelle
- Alicia Miles jako Acadia
- Jordan Taylor jako Jordan
- Nicole George jako Nicole
- Brittany Mountain jako Brittany
- Bennie Dixon jako Benny
- Timothy Bottoms jako pan McFarland
- Matt Malloy jako pan Luce

## Nagrody
- 2003: Międzynarodowy Festiwal Filmowy w Cannes:
  - Złota Palma – Najlepszy film
  - Nagroda w kat. Najlepszy reżyser (Gus Van Sant)
  - Cinema Prize of the French National Education System (Gus Van Sant)
- 2005: Nominacja do nagrody Bodil w kat. Najlepszy amerykański film
- 2004: Nominacja do nagrody Cezara w kat. Najlepszy film zagraniczny
- 2004: Nagroda krytyków na festiwalu filmowym French Syndicate of Cinema Critics w kat. Najlepszy film zagraniczny
- 2004: Dwie nominacje do nagrody Złotego Trailera na Golden Trailer Awards
- 2004: Nominacje do nagrody Independent Spirit Award w kat. Najlepszy reżyser (Gus Van Sant) i Najlepsze zdjęcia (Harris Savides)
- 2003: Nagroda NYFCC na New York Film Critics Circle Awards w kat. Najlepszy operator (Harris Savides; także za film Gerry)